# Lekkoatletyka na Igrzyskach Ameryki Środkowej i Karaibów 2023
Zawody w lekkoatletyce na Igrzyskach Ameryki Środkowej i Karaibów 2023 zostały rozegrane w dniach 3-8 lipca 2023 roku.

## Rezultaty

### Mężczyźni
| Konkurencja                   | 1. miejsce                                                                            | Wynik    | 2. miejsce                                                                         | Wynik    | 3. miejsce                                                                     | Wynik    |
| ----------------------------- | ------------------------------------------------------------------------------------- | -------- | ---------------------------------------------------------------------------------- | -------- | ------------------------------------------------------------------------------ | -------- |
| Bieg na 100 m                 | Emanuel Archibald                                                                     | 10,24    | José González                                                                      | 10,26    | Rikkoi Brathwaite                                                              | 10,26    |
| Bieg na 200 m                 | Alexander Ogando                                                                      | 19,99    | Carlos Palacios                                                                    | 20,37    | Alonso Edward                                                                  | 20,46    |
| Bieg na 400 m                 | Jereem Richards                                                                       | 44,54    | Michael Joseph                                                                     | 44,90    | Gilles Biron                                                                   | 45,06    |
| Bieg na 800 m                 | Handal Roban                                                                          | 1:45,93  | Ryan Sánchez                                                                       | 1:46,86  | Ferdy Agramonte                                                                | 1:47,46  |
| Bieg na 1500 m                | Fernando Martínez                                                                     | 3:43,47  | Robert Napolitano                                                                  | 3:43,86  | Dage Minors                                                                    | 3:45,12  |
| Bieg na 5000 m                | Héctor Pagán Ortíz                                                                    | 14:07,17 | Diego García                                                                       | 14:11,12 | Carlos San Martín                                                              | 14:14,08 |
| Bieg na 10 000 m              | Víctor Zambrano                                                                       | 29:39,30 | Iván Darío González                                                                | 29:40,71 | Mario Pacay                                                                    | 29:43,97 |
| Półmaraton                    | Alberto González                                                                      | 1:03:50  | José González                                                                      | 1:04:23  | Juan Luis Barrios                                                              | 1:05:13  |
| Bieg na 3000 m z przeszkodami | Carlos San Martín                                                                     | 8:50,15  | César Gómez                                                                        | 8:50,68  | Carlos Santos                                                                  | 8:51,92  |
| Bieg na 110 m przez płotki    | Shane Brathwaite                                                                      | 13,64    | Rasheem Brown                                                                      | 13,64    | Jeanice Laviolette                                                             | 13,82    |
| Bieg na 400 m przez płotki    | Pablo Andrés Ibáñez                                                                   | 49,34    | Guillermo Campos                                                                   | 49,55    | Juander Santos                                                                 | 49,61    |
| Sztafeta 4 × 100 m            | Trynidad i Tobago Carlon Hosten · Kion Benjamin · Eric Harrison Jr. · Devin Augustine | 38,30    | Dominikana Christopher Valdez · Érick Sánchez · Yancarlos Martínez · José González | 38,61    | Wenezuela David Vivas · Rafael Vasquez · Alexis Nieves · Bryant Alamo          | 39,13    |
| Sztafeta 4 × 400 m            | Trynidad i Tobago Renny Quow · Che Lara · Machel Cedenio · Jereem Richards            | 3:01,99  | Barbados Kyle Gale · Rasheeme Griffith · Rivaldo Leacock · Desean Boyce            | 3:02,12  | Dominikana Ezequiel Suárez · Juander Santos · Robert King · Lidio Andrés Feliz | 3:02,19  |
| Chód na 20 km                 | José Luis Doctor                                                                      | 1:22:35  | César Herrera                                                                      | 1:22:37  | Noel Chama                                                                     | 1:23:09  |
| Skok wzwyż                    | Joel Castro                                                                           | 2,25     | Luis Zayas                                                                         | 2,25     | Shaun Miller Jr.                                                               | 2,22     |
| Skok o tyczce                 | Jorge Luna                                                                            | 5,40     | Victor Castillero                                                                  | 5,30     | José Tomás Nieto                                                               | 5,30     |
| Skok w dal                    | Alejandro Parada                                                                      | 7,88     | Jordan Yates Turner                                                                | 7,65     | Tristan James                                                                  | 7,65     |
| Trójskok                      | Lázaro Martínez                                                                       | 17,51    | Cristian Nápoles                                                                   | 17,11    | Leodan Torrealba                                                               | 16,41    |
| Pchnięcie kulą                | Uziel Muñoz                                                                           | 20,81    | Jairo Moran                                                                        | 19,18    | Djimon Gumbs                                                                   | 19,00    |
| Rzut dyskiem                  | Mario Díaz                                                                            | 62,57    | Mauricio Ortega                                                                    | 61,67    | Jorge Fernández Hernández                                                      | 59,97    |
| Rzut młotem                   | Jerome Vega                                                                           | 74,83    | Diego del Real                                                                     | 74,57    | Miguel Zamora                                                                  | 72,63    |
| Rzut oszczepem                | Keshorn Walcott                                                                       | 83,60    | David Carreon                                                                      | 78,03    | Elvis Graham                                                                   | 76,43    |
| Dziesięciobój                 | Ayden Owens-Delerme                                                                   | 8281     | Ken Mullings                                                                       | 8060     | José Paulino                                                                   | 7762     |

### Kobiety
| Konkurencja                   | 1. miejsce                                                                   | Wynik     | 2. miejsce                                                                        | Wynik    | 3. miejsce                                                                       | Wynik    |
| ----------------------------- | ---------------------------------------------------------------------------- | --------- | --------------------------------------------------------------------------------- | -------- | -------------------------------------------------------------------------------- | -------- |
| Bieg na 100 m                 | Julien Alfred                                                                | 11,14     | Yanique Dayle                                                                     | 11,39    | Yunisleidy García                                                                | 1,50     |
| Bieg na 200 m                 | Yanique Dayle                                                                | 22,80     | Yunisleidy García                                                                 | 23,05    | Fiordaliza Cofil                                                                 | 23,07    |
| Bieg na 400 m                 | Marileidy Paulino                                                            | 49,95     | Roxana Gómez                                                                      | 51,23    | Gabriella Scott                                                                  | 51,51    |
| Bieg na 800 m                 | Rose Mary Almanza                                                            | 2:01,75   | Sahily Diago                                                                      | 2:02,81  | Shafiqua Maloney                                                                 | 2:04,98  |
| Bieg na 1500 m                | Joselyn Brea                                                                 | 4:10,39   | Sahily Diago                                                                      | 4:11,07  | Daily Cooper Gaspar                                                              | 4:11,25  |
| Bieg na 5000 m                | Joselyn Brea                                                                 | 15:10,60  | Laura Galván                                                                      | 15:12,61 | Alma Cortés                                                                      | 15:59,21 |
| Bieg na 10 000 m              | Laura Galván                                                                 | 33:12,28  | Viviana Aroche                                                                    | 33:38,44 | Citlali Cristian                                                                 | 33:40,43 |
| Półmaraton                    | Joselyn Brea                                                                 | 1:15:04   | Margarita Hernández                                                               | 1:15:10  | Angie Orjuela                                                                    | 1:15:19  |
| Bieg na 3000 m z przeszkodami | Alondra Negron                                                               | 10:14,34  | Arian Chia                                                                        | 10:24,04 | Stefany López                                                                    | 10:27,20 |
| Bieg na 100 m przez płotki    | Jasmine Camacho-Quinn                                                        | 12,61     | Greisys Roble                                                                     | 12,94    | Andrea Vargas                                                                    | 13,02    |
| Bieg na 400 m przez płotki    | Zurian Hechavarría                                                           | 55,52     | Gianna Woodruff                                                                   | 56,15    | Daniela Rojas                                                                    | 56,58    |
| Sztafeta 4 × 100 m            | Kuba Laura Moreira · Enis Perez · Yarima Garcia · Yunisleidy Garcia          | 43,17     | Trynidad i Tobago Sanaa Frederick · Akilah Lewis · Reyare Thomas · Leah Bertrand  | 43,43    | Dominikana Liranyi Alonso · Marileidy Paulino · Anabel Medina · Darianny Jiménez | 43,45    |
| Sztafeta 4 × 400 m            | Kuba Zurian Hechavarría · Rose Mary Almanza · Lisneidy Veitía · Roxana Gómez | 3:26,08   | Dominikana Mariana Pérez · Anabel Medina · Franshina Martinez · Marileidy Paulino | 3:27,84  | Kolumbia Lina Licona · Melany Bolano · Valeria Cabezas · Evelis Aguilar          | 3:31,16  |
| Chód na 20 km                 | Alejandra Ortega                                                             | 1:35:43 = | María Peinado                                                                     | 1:35:59  | Maritza Poncio                                                                   | 1:36:25  |
| Skok wzwyż                    | Marysabel Senyu                                                              | 1,86      | Glenka Antonia                                                                    | 1,84     | Dacsy Brison Marys Patterson                                                     | 1,81     |
| Skok o tyczce                 | Robeilys Peinado                                                             | 4,60      | Aslin Quiala Katherine Castillo                                                   | 4,30     | N/A                                                                              | N/A      |
| Skok w dal                    | Natalia Linares                                                              | 6,86      | Leyanis Pérez                                                                     | 6,65     | Alysbeth Félix                                                                   | 6,44     |
| Trójskok                      | Yulimar Rojas                                                                | 15,16     | Leyanis Pérez                                                                     | 14,98    | Liadagmis Povea                                                                  | 14,85    |
| Pchnięcie kulą                | Rosa Ramirez                                                                 | 17,89     | Danielle Sloley                                                                   | 16,81    | Layselis Jimenez                                                                 | 16,79    |
| Rzut dyskiem                  | Silinda Morales                                                              | 61,95     | Alma Pollorena                                                                    | 55,58    | Adrienne Adams                                                                   | 55,43    |
| Rzut młotem                   | Rosa Rodríguez                                                               | 71,62     | Erica Belvit                                                                      | 70,04    | Mayra Gaviria                                                                    | 68,61    |
| Rzut oszczepem                | Flor Ruíz                                                                    | 60,52     | María Lucelly Murillo                                                             | 58,92    | Luz Castro                                                                       | 58,50    |
| Siedmiobój                    | Marys Patterson                                                              | 5978      | Martha Araújo                                                                     | 5960     | Alysbeth Félix                                                                   | 5860     |

### Zawody mieszane
| Konkurencja                 | 1. miejsce                                                                          | Wynik   | 2. miejsce                                                               | Wynik   | 3. miejsce                                                             | Wynik   |
| --------------------------- | ----------------------------------------------------------------------------------- | ------- | ------------------------------------------------------------------------ | ------- | ---------------------------------------------------------------------- | ------- |
| Sztafeta mieszana 4 × 400 m | Dominikana Alexander Ogando · Fiordaliza Cofil · Lidio Andrés Feliz · Anabel Medina | 3:14,81 | Kuba Leonardo Castillo · Roxana Gómez · Yoandys Lescay · Lisneidy Veitía | 3:16,97 | Kolumbia Raúl Mena · Lina Licona · Jonathan Rodríguez · Evelis Aguilar | 3:20,36 |

## Klasyfikacja medalowa
*   Gospodarz ( Salwador)
| Miejsce | Reprezentacja              | Złoto | Srebro | Brąz | Razem |
| ------- | -------------------------- | ----- | ------ | ---- | ----- |
| 1       | Kuba                       | 9     | 11     | 8    | 28    |
| 2       | Meksyk                     | 7     | 11     | 5    | 23    |
| 3       | Portoryko                  | 6     | 2      | 3    | 11    |
| 4       | Wenezuela                  | 6     | 0      | 2    | 8     |
| 5       | Dominikana                 | 5     | 3      | 6    | 14    |
| 6       | Trynidad i Tobago          | 4     | 1      | 0    | 5     |
| 7       | Kolumbia                   | 3     | 8      | 7    | 18    |
| 8       | Jamajka                    | 1     | 4      | 2    | 7     |
| 9       | Sportowcy neutralni        | 1     | 2      | 2    | 5     |
| 10      | Saint Lucia                | 1     | 1      | 0    | 2     |
| 10      | Barbados                   | 1     | 1      | 0    | 2     |
| 12      | Salwador*                  | 1     | 0      | 1    | 2     |
| 12      | Saint Vincent i Grenadyny  | 1     | 0      | 1    | 2     |
| 14      | Gujana                     | 1     | 0      | 0    | 1     |
| 15      | Bahamy                     | 0     | 1      | 1    | 2     |
| 15      | Panama                     | 0     | 1      | 1    | 2     |
| 17      | Kajmany                    | 0     | 1      | 0    | 1     |
| 17      | Curaçao                    | 0     | 1      | 0    | 1     |
| 19      | Kostaryka                  | 0     | 0      | 2    | 2     |
| 19      | Brytyjskie Wyspy Dziewicze | 0     | 0      | 2    | 2     |
| 21      | Bermudy                    | 0     | 0      | 1    | 1     |
| 21      | Gwadelupa                  | 0     | 0      | 1    | 1     |
| 21      | Martynika                  | 0     | 0      | 1    | 1     |
| 21      | Dominika                   | 0     | 0      | 1    | 1     |
| Razem   | Razem                      | 47    | 48     | 47   | 142   |